# Campeonato Uruguayo de Primera División 1906
El Campeonato Uruguayo 1906 constituyó el sexto torneo de Primera División del fútbol uruguayo organizado por la AUF.
El torneo consistió en un campeonato a dos ruedas de todos contra todos. En él participaron 6 equipos, entre los cuales saldría victorioso el Montevideo Wanderers, logrando su primer campeonato nacional y el primero de otro club que no fuera Nacional o CURCC
Como curiosidad durante este campeonato, el Club Nacional de Football presentó dos equipos a la competición, su equipo oficial, y un segundo equipo de futbolistas suplentes, al que se le denominó "Nacional B". Esta fue la primera y única vez en las ediciones de los Campeonatos Uruguayos que un club participó con dos equipos. También se incorporó el Intrépido, club que era presidido por el periodista Octavio Brianthe.

## Equipos participantes

### Datos de los equipos
| Club                 | Ciudad     | Estadio                | Capacidad | Fundación                | Temporadas | Temporadas Consecutivas | Títulos | 1905 |
| -------------------- | ---------- | ---------------------- | --------- | ------------------------ | ---------- | ----------------------- | ------- | ---- |
| CURCC                | Montevideo | Field de Villa Peñarol | 3.870     | 28 de septiembre de 1891 | 5          | 5                       | 3       | 1°   |
| Intrépido            | Montevideo | Field de Intrépido     |           | 1903                     | -          | -                       | -       | -    |
| Nacional             | Montevideo | Gran Parque Central    | 7.000     | 14 de mayo de 1899       | 4          | 4                       | 2       | 2°   |
| Nacional "B"         | Montevideo | Gran Parque Central    | 7.000     | 14 de mayo de 1899       | -          | -                       | -       | -    |
| Teutonia             | Montevideo | Gran Parque Central    | 7.000     | 23 de mayo de 1897       | 5          | 5                       | -       | 4°   |
| Montevideo Wanderers | Montevideo | Camino Millán          |           | 15 de agosto de 1902     | 2          | 2                       | -       | 3°   |

Notas: Los datos estadísticos corresponden a los campeonatos uruguayos oficiales. Las fechas de fundación son las declaradas por cada club. La columna «Estadio» refleja el estadio donde el equipo más veces juega de local, pero no indica que sea su propietario. Véase también: Estadios de fútbol de Uruguay.

## Tabla de posiciones

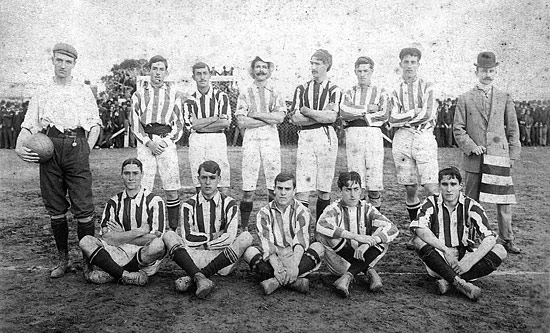
Montevideo Wanderers, equipo campeón en 1906.

|  | Pos. | Equipos              |  | PJ | PG | PE | PP | GF | GC | Dif. | Pts. |
|  | ---- | -------------------- |  | -- | -- | -- | -- | -- | -- | ---- | ---- |
|  | 1    | Montevideo Wanderers |  | 10 | 9  | 1  | 0  | 17 | 3  | +14  | 19   |
|  | 2    | CURCC                |  | 10 | 7  | 0  | 3  | 18 | 8  | +10  | 14   |
|  | 3    | Nacional             |  | 10 | 7  | 0  | 3  | 17 | 8  | +9   | 14   |
|  | 4    | Teutonia             |  | 10 | 4  | 1  | 5  | 20 | 22 | -2   | 9    |
|  | 5    | Intrépido            |  | 10 | 2  | 0  | 8  | 1  | 24 | -23  | 4    |
|  | 6    | Nacional "B"         |  | 10 | 0  | 0  | 10 | 2  | 10 | -8   | 0    |

|  | Campeón Uruguayo. |

|                                                        |
| Uruguay                                                |
| Campeón Uruguayo 1906 Montevideo Wanderers 1.er título |